# Steenbrand
Steenbrand (Tilletia caries, synoniem: Tilletia tritici) is een plantenziekte bij gewone tarwe, die behoort tot de brandschimmels. De schimmel gaat over via de graankorrel. Aangetaste planten vertonen vaak een enigszins bossige groei en hebben meestal gele strepen op de vlagbladeren. Aangetaste aren zijn korter en dikker en rijpen later af. Het weefsel in de aangetaste graankorrel wordt vervangen door grote hoeveelheden brandsporen. De brandsporen hebben een rotte visachtige geur. Verdere besmetting met brandsporen naar gezonde graankorrels vindt plaats tijdens de oogst en het transport. Bestrijding gebeurt door ontsmetting van het zaad.
Na het zaaien kiemt de brandspore tegelijk met de graankorrel en vormt een ongedeeld basidium met aan het eind 8 of 16 langwerpige cellen (basidiosporen). Na paring van twee basiodiosporen door brugvorming ontstaan nieuwe sporen, die het coleoptyl van de kiemplant infecteren. De schimmel groeit in de plant verder en infecteert uiteindelijk de aartjes.

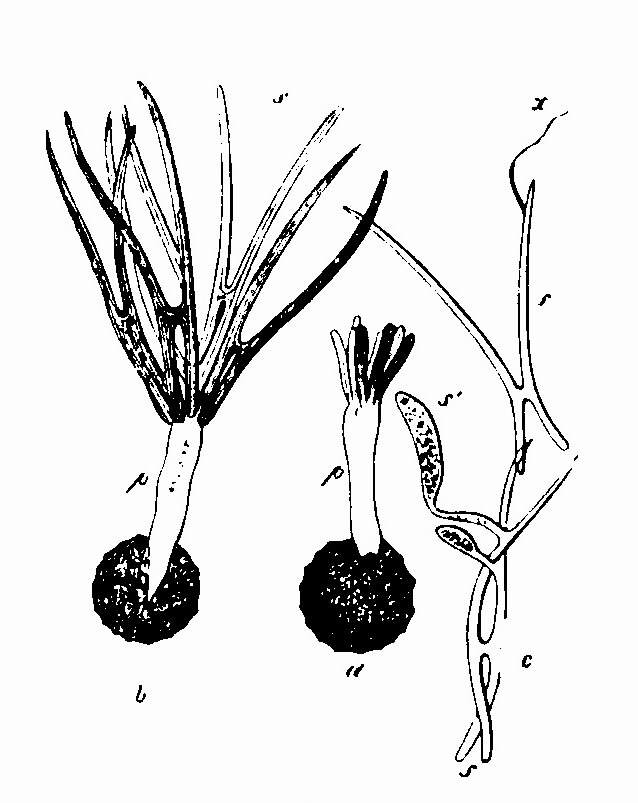
Steenbrand: gekiemde brandspore (d), gekiemde brandspore met brugvorming (a), nieuwe spore s¹.
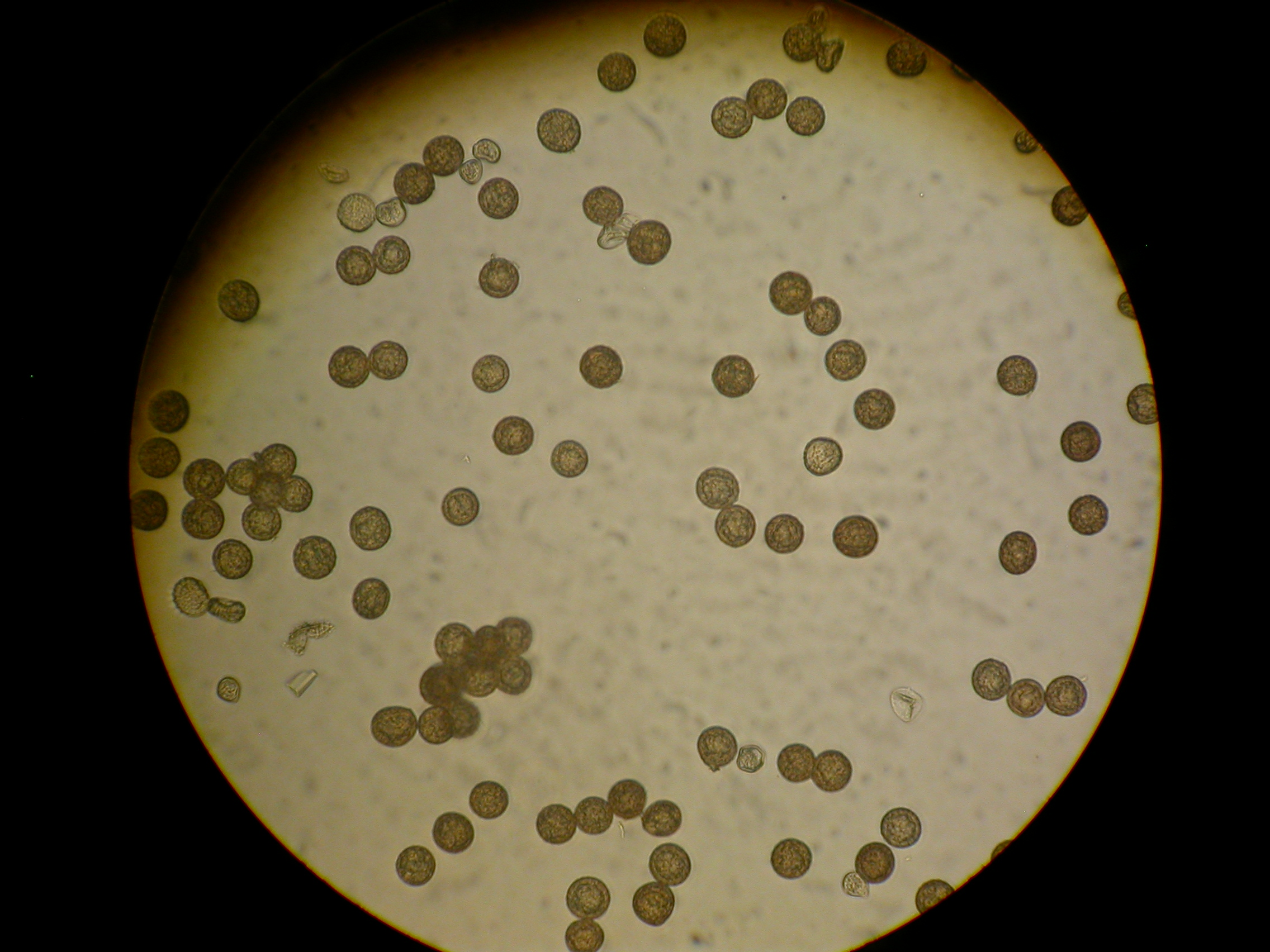
Brandsporen